# 真田弘美
真田 弘美（さなだ ひろみ、1956年 - ） は、日本の看護学者。東京大学名誉教授、石川県立看護大学学長、石川県公立大学法人副理事長、アメリカ看護アカデミーフェロー。日本看護科学学会理事長を務めた。

## 人物・経歴
石川県金沢市出身。石川県立金沢二水高等学校を経て、1979年聖路加看護大学（現・聖路加国際大学）卒業。1981年金沢大学医療技術短期大学部看護学科助手。1986年富士通金沢支店健康コンサルタント。1987年金沢大学医学部研究生、クリーブランドクリニック聖路加分校ET スクール。1989年イリノイ大学看護学部大学院研修。
1992年金沢大学医療技術短期大学部看護学科講師。1993年金沢大学医療技術短期大学部看護学科助教授。1995年金沢大学医学部保健学科助教授。1997年博士（医学）。1998年金沢大学医学部保健学科教授。1999年WOC看護認定看護師（現皮膚・排泄ケア認定看護師）。
2003年東京大学大学院医学系研究科健康科学・看護学専攻老年看護学分野教授。2009年東京大学高齢社会総合研究機メンバー、日本創傷・オストミー・失禁管理学会理事長。2011年東京大学大学院医学系研究科健康科学・看護学専攻長、日本看護協会副会長。2012年国際リンパ浮腫フレームワーク・ジャパン研究協議会理事長。2013年看護理工学会理事長。
2015年東京大学医学部健康総合科学科長。2016年東京大学臨床生命医工学連携研究機構参画教員。2017年東京大学大学院医学系研究科附属グローバルナーシングリサーチセンター長。2019年日本看護科学学会理事長、カーティン大学客員教授、アメリカ看護アカデミーフェロー。2021年東京大学Beyond AI 研究推進機構グループリーダー、シグマシータタウ国際名誉看護学会会員。
2022年石川県立看護大学学長、石川県公立大学法人副理事長、東京大学名誉教授。

## 受賞
- 2005年 日本褥瘡学会大浦賞[7]
- 2007年 グッドデザイン賞[7]
- 2010年 日本褥瘡学会大浦賞[7]
- 2011年 JBI Award, Australian Wound Management Association[7]
- 2012年 日本褥瘡学会大塚賞[7]
- 2013年 Innovation Award, Journal of Wound Care Awards 2013[7]
- 2014年 The award for the single most important contribution to the ILF LIMPRINT study, 国際リンパ浮腫協議会[5]
- 2020年 ヘルシーソサエティ賞パイオニア部門[4]
- 2022年 日本看護科学学会学術論文優秀賞[8]

## 資格
- 1979年 高校教諭（保健）[8]
- 1979年 養護教諭[8]
- 1979年 看護婦免許[8]
- 1979年 保健婦免許[8]
- 1987年 Enterostomal Therapist[8]
- 1999年 創傷・オストミー・失禁（WOC）看護認定看護師[8]
- 2007年 日本褥瘡学会認定師（看護師）[8]